# Sam Deroo

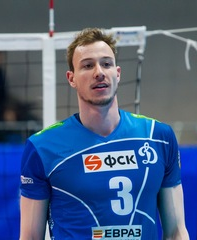
Sam Deroo zawodnikiem Dinama Moskwa w sezonie 2020/2021

Sam Deroo (ur. 29 kwietnia 1992 w Beveren) – belgijski siatkarz, reprezentant Belgii, grający na pozycji przyjmującego. 
Jego ojciec Lieven i brat Jan grali w siatkówkę jak i przyrodni brat Stijn Boesmans. Ma syna o imieniu Bas. Siatkarz uzyskał tytuł licencjata w zakresie rachunkowości i podatków.
Jego dziewczyną jest bułgarska siatkarka Dobriana Rabadżiewa, którą poznał w rosyjskim Kazaniu, gdy ona dołączyła w styczniu w trakcie sezonu 2022/2023 do Dinama Kazań.

## Sukcesy klubowe
Superpuchar Belgii:
- 2010

Puchar Belgii:
- 2011

Liga belgijska:
- 2011

Liga polska:
- 2016, 2017, 2019
- 2018

Puchar Polski:
- 2017, 2019

Puchar Emira:
- 2019

Puchar Rosji:
- 2020, 2022, 2023

Puchar CEV:
- 2021

Liga rosyjska:
- 2021, 2023, 2024

Superpuchar Rosji:
- 2023, 2024

## Sukcesy reprezentacyjne
Liga Europejska:
- 2013